# Machiko Soga
Machiko Soga (曽我 町子 Soga Machiko?) (Hachiōji, Tokio, 18 de marzo de 1938-Kunitachi, Tokio, 7 de mayo de 2006), fue una actriz y seiyū japonesa. En Japón es conocida por sus múltiples interpretaciones en series tokusatsu como, entre otras, Taiyō Sentai Sun Vulcan, Hikari Sentai Maskman y Kyōryū Sentai Zyuranger.

## Biografía y carrera
Machiko era de orígenes humildes y fue educada para ser cantante, aunque su talento era la interpretación. Fue "descubierta" tras hacer una obra de teatro en Tokyo Center. Desde esa noche, su vida cambiaría para siempre, ya que conoció a muchas figuras importantes en el mundo de la televisión japonesa.
Su madre murió cuando era pequeña y la crio su padre. Tenía dos hermanos y una hermana. Uno de sus hermanos murió durante la Segunda Guerra Mundial. El otro aún vive. Su hermana murió al nacer y su padre murió de cáncer en 1991.
En 1973, estuvo estudiando en Italia dos años.
Después de tomar lecciones de baile y jazz unos cuantos años, sus primeros papeles fueron principalmente en la radio y el doblaje. Hizo su debut en el radioteatro de NHK Chorinmura to Kurumi no Ki (1961), y después saltó a la fama como la primera voz intérprete del adorable fantasma Q-taro en Obake no Q-tarō, de TBS (1965-1968).
Sin embargo, es especialmente conocida entre los seguidores del tokusatsu por sus papeles de villana en la franquicia Super Sentai Series, como el de Reina Hedrian en Denshi Sentai Denjiman y Taiyō Sentai Sun Vulcan. También apareció en Hikari Sentai Maskman, interpretando a la comandante del Imperio Tube, la madre de Baraba, en un episodio. Pero sobre todo se la recuerda como la malvada bruja Bandora en Kyōryū Sentai Zyuranger, conocida para el público occidental como Rita Repulsa, en la adaptación estadounidense de Zyuranger, Mighty Morphin Power Rangers. Como curiosidad, se encontró doblándose a sí misma como Rita cuando Mighty Morphin Power Rangers se emitió en Japón, después de ser un éxito sorpresa en Estados Unidos. Su último papel en el tokusatsu fue el de Magiel, Reina de los Santos Celestiales, en Mahō Sentai Magiranger, que precisamente es uno de sus pocos papeles en el tokusatsu en el que no hizo de villana. En su memoria, los productores de Power Rangers Mystic Force utilizaron imágenes de Soga como Magiel en los episodios finales de la temporada y los escritores de la serie le dieron un trasfondo del personaje en el que ella era conocida antiguamente como Rita Repulsa en tiempos oscuros.
Su papel final fue en el videojuego de PlayStation 2 Space Sheriff Spirits, como la voz y rostro de Ankoku Ginga Jyoou, jefe final y personaje original de este juego inspirada en la serie de los ochenta Metal Hero. Soga también prestó su voz en las series Cyborg 009 y Seiun Kamen Machineman. Machiko también tenía su propia tienda, en la que vendía joyas, ropas antiguas y tapices entre otras cosas.

## Muerte
A principios de agosto de 2005, se reveló que llevaba diagnosticada con cáncer de páncreas casi dos años. En la mañana del 7 de mayo de 2006, un amigo la encontró muerta cuando iba a visitar su casa. Tenía 68 años. Fue enterrada en el Cementerio Tama Reien en Fuchū, Tokio.

## Películas de acción real y tokusatsu

### Super Sentai Series
- Battle Fever J
- Denshi Sentai Denjiman/Taiyō Sentai Sun Vulcan (Reina Hedrian)
- Hikari Sentai Maskman (Laraba)
- Kyōryū Sentai Zyuranger (Bruja Bandora)
- Mahō Sentai Magiranger (Reina Magiel)

### Metal Hero
- Uchū Keiji Gavan (Honey Manda (Double Girl disguise), ep. 21)
- Uchū Keiji Sharivan (Shinigami Beast, ep. 22)
- Jikuu Senshi Spielvan (Queen Pandora)
- Sekai Ninja Sen Jiraiya (Yōnin Kumo Gozen)

### Otros trabajos
- Kamen Rider Stronger (voz de la Doctora Kate)
- West Night
- Hiroshima
- Later It Fell
- Forever
- 5-nen 3-kumi Mahō-gumi (Bellbara, la bruja)
- Domuraishi-tachi
- Kugatsu no Sora (Madre de Yoshida)
- Miyo-chan no Tame nara: Zen'in Shūgō!!
- Pretty Invader Milli (Steradian)
- Warrior of Love, Rainbowman (Dios Iguana)
- Seiun Kamen Machineman (voz de Ballboy)
- Tōmei Dori-chan (Kikuko Shirakawa)
- TV Champion
- Zatoichi Kenka Daiko (también conocida como Samaritan Zatoichi)

## Anime

### Televisión
- Obake no Q-taro (primera voz de Q-taro)
- Batten Robomaru (voz de Batten Robomaru)
- Cyborg 009 (serie de 1966) (voz de Cyborg 007: Gran Bretaña)
- Microid S (voz de Mamezō)
- Hana no PyunPyun Maru (voz de Kemeko)
- KabaTotto (voz de Totto)

### Cine
- Cyborg 009 (película de 1968) (voz de Cyborg 007: Gran Bretaña)
- Maken Liner 0011: Henshin Seiyo! (voz de Liner)

## Doblaje
- Alvin y las ardillas (voz de Theodore and Vinny)
- Fievel's American Tails (voz de Yasha Ratonowitz)
- The Little Engine That Could (voz de Chip, el pájaro)

## Videojuegos
- Tengai Makyou: Daishi no Mokushiroku
- Valkyrie Profile
- Space Sheriff Spirits (voces de Dark Galaxy Queen, Honey Manda, y Mitsubachi Doubler (Double Girl))

## Canciones
- Obake no Q-taro (Obake no Q-taro 8 canciones: sintonías de apertura y cierre, y canciones intermedias)
- Batten Robomaru (Batten Robomaru 3 canciones: sintonía de apertura y canciones intermedias)
- Nazo no Onna B
- Majo wa Ijiwaru (5-nen 3-gumi mahogumi canción de cierre)
- Ball Boy no uta (Seiun Kamen Machineman canción intermedia)
- Dora! Majo Bandora no theme (Kyōryū Sentai Zyuranger canción intermedia)
- Ankoku Ginga Jyoou no Blues  (Space Sheriff Spirits canción intermedia)

## Radio
- Million Nights (Nazo no Onna B)